# Michael Geist

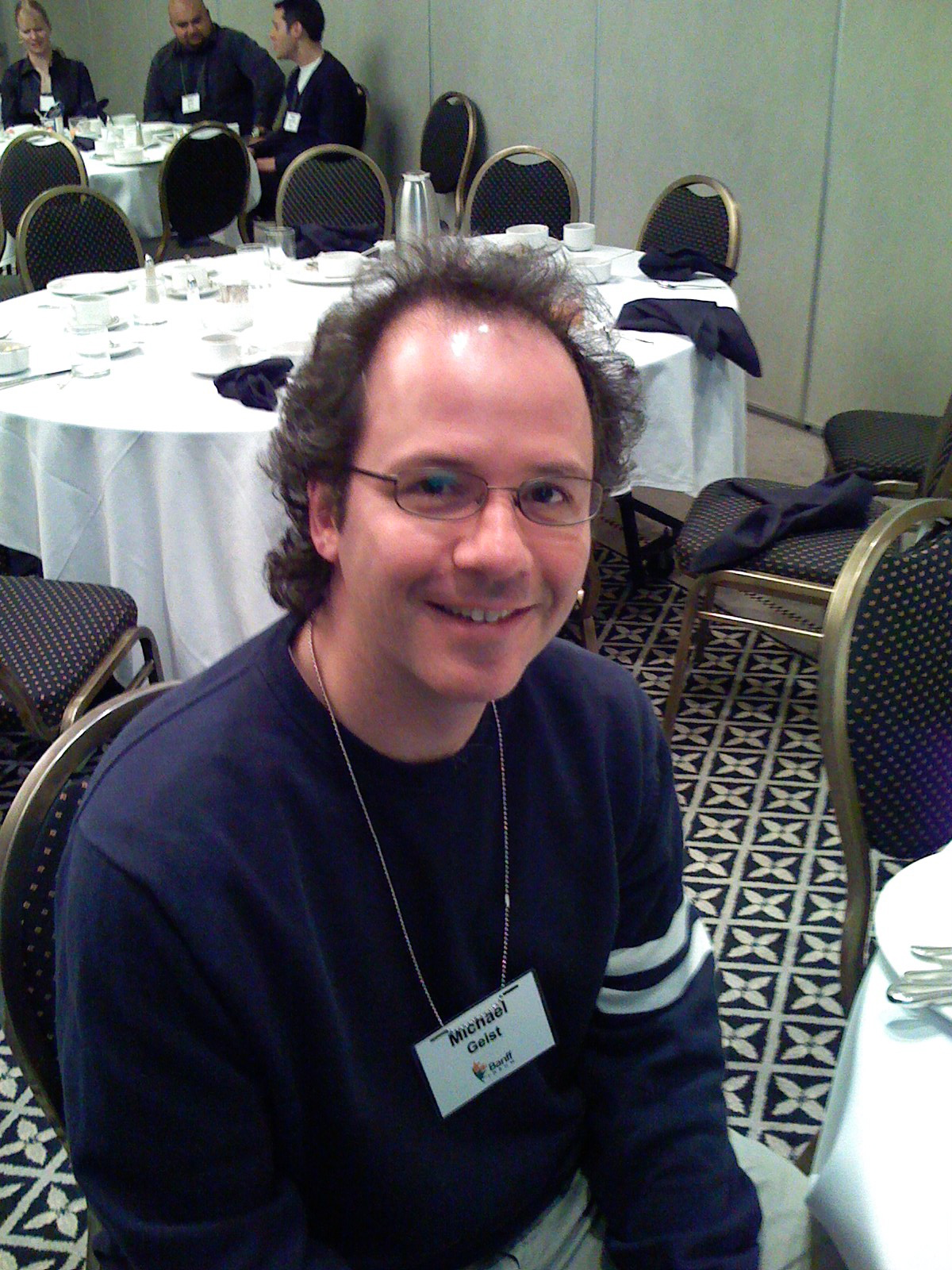
Michael Geist, 2007

Michael Allen Geist (* 11. Juli 1968) ist ein kanadischer Rechtswissenschaftler, Autor und Blogger.
Der Professor für E-Commerce und Internetrecht an der University of Ottawa ist Kolumnist für diverse Zeitungen u. a. der Vancouver Sun, des Toronto Star und des Ottawa Citizen. Michael Geist ist ein Kritiker des Anti-Counterfeiting Trade Agreement (ACTA).
Geist war sechs Jahre lang im Vorstand der Canadian Internet Registration Authority aktiv, die den .ca-Namensraum verwaltete und ist derzeit für das Open Society Institute aktiv. 2008 erhielt er den Pioneer Award der Electronic Frontier Foundation.

## Veröffentlichungen
- Internet Law in Canada, 2001
- In the Public Interest: The Future of Canadian Copyright Law, (Herausgeber), 2005
- From „Radical Extremism“ to „Balanced Copyright“: Canadian Copyright and the Digital Agenda, 2010